# Uprowadzeni
Uprowadzeni / Porwany (ang. Kidnapped) – amerykański serial telewizyjny o tematyce kryminalnej, nadawany w USA w latach 2006–2007 przez stację NBC. Serial został wykreowany przez wytwórnię Sony Pictures. Projekt ten nadawano przez jeden sezon (13 odcinków), następnie zdjęto go z anteny. Serial od 7 stycznia 2010 emitowany był w Polsacie pod tytułem "Porwany". 

## Obsada

### W głównych rolach
- Jeremy Sisto – Lucian Knapp
- Timothy Hutton – Conrad Cain
- Dana Delany – Elle Rand Cain
- Will Denton – Leopold Cain
- Delroy Lindo – Latimer King
- Carmen Ejogo – Turner
- Mykelti Williamson – Virgil Hayes
- Linus Roache – Andrew "Andy" Archer

### W pozostałych rolach
- Michael Mosley − Atkins, agent FBI
- Mädchen Amick − Gutman
- Ricky Jay − Roger Prince
- Desmond Harrington − Kenneth Cantrell
- Giancarlo Esposito − Vance, agent FBI
- Anthony Rapp − "Larry" Kellogg
- Olivia Thirlby − Aubrey Cain